# Roque Choi
Roque Choi GOIH • OB • ComM (1921 - 19 de Janeiro de 2006) foi um empresário e político importante de Macau. É de etnia chinesa, mas possui a cidadania portuguesa.

## Biografia
Foi fundador do Banco Seng Heng, que mais tarde foi adquirido por Stanley Ho.
Exerceu a vice-presidência da Associação Comercial de Macau e a presidência do já extinto Leal Senado, tendo assinado o protocolo de geminação entre Macau e Lisboa com Krus Abecassis em 1982. Foi também deputado nomeado pelo Governador à Assembleia Legislativa de Macau em 1984 (em substituição de Ho Yin, que faleceu em Dezembro de 1983), deputado eleito à Assembleia Legislativa (1984-1988) por sufrágio indirecto (em representação dos interesses de ordem moral, cultural e assistencial), membro da Comissão Consultiva da Lei Básica de Macau, da Conferência Consultiva Política do Povo Chinês da província de Guangdong e do Conselho Consultivo do último Governador de Macau, o General português Vasco Joaquim Rocha Vieira. Participou também de modo crucial nas negociações que antecederam à transferência de soberania de Macau para a República Popular da China, que ocorreu no dia 20 de Dezembro de 1999.
Foi também secretário pessoal do macaense Pedro José Lobo, umas das figuras centrais de Macau nas décadas de 30, 40 e 50. Mais tarde, assumiu também as funções de secretário pessoal de Ho Yin, um importante líder da comunidade chinesa de Macau e pai de Edmund Ho Hau-wah, que foi o primeiro Chefe do Executivo do governo da Região Administrativa Especial de Macau.
A 4 de Abril de 1967 foi feito Oficial da Ordem de Benemerência, a 31 de Janeiro de 1986 foi elevado a Comendador da Ordem do Mérito e a 30 de Março de 1995 foi feito Grande-Oficial da Ordem do Infante D. Henrique.